# Argostemma cordatum
Argostemma cordatum là một loài thực vật có hoa thuộc họ Thiến thảo được các nhà khoa học Đại học Tổng hợp Quốc gia Moskva mang tên M.V. Lomonosov, Trung tâm Liên doanh Khoa học và Kỹ thuật Nhiệt đới Nga - Việt Nam, Viện Sinh thái và Tiến hóa A.N. Severtsov tìm thấy trong cuộc khảo sát Vườn quốc gia Chư Yang Sin tỉnh Đắk Lắk, miền Nam Việt Nam năm 2014, công bố trên tạp chí khoa học Phytotaxa số 317 ngày 11/8/2017.

## Phát hiện và đặt tên
Tên loài cordatum được đặt dựa trên đặc điểm hình thái lá giống hình trái tim cordate, phân biệt với các loài họ hàng.

## Phân bổ
Argostemma cordatum chỉ được tìm thấy ở tỉnh Đắk Lắk thuộc miền nam Việt Nam, ở độ cao 950 đến 1250 mét, trong rừng (bao gồm cả bờ suối) và sống ở những lớp đá granit thẳng đứng được phủ rêu.